# Drysdale Island
Drysdale Island är en ö i Australien. Den ligger i territoriet Northern Territory, omkring 570 kilometer öster om territoriets huvudstad Darwin. Arean är 52 kvadratkilometer. Den sträcker sig 9,1 kilometer i nord-sydlig riktning, och 11,8 kilometer i öst-västlig riktning.
Savannklimat råder i trakten. Genomsnittlig årsnederbörd är 1 293 millimeter. Den regnigaste månaden är mars, med i genomsnitt 357 mm nederbörd, och den torraste är september, med 3 mm nederbörd.